# ماهيش بوباثي
ماهيش بوباثي (بالإنجليزية: Mahesh Bhupathi) مواليد 07 يونيو 1974 في تشيناي، الهند، هو لاعب كرة مضرب هندي محترف بدأ مسيرته كمحترف عام 1995. وهو أول هندي يفوز ببطولة جراند سلام سنة 1997 مع ريكا هيراكي، وبفوزه ببطولة أستراليا المفتوحة للزوجي المختلط 2006 حقق جميع بطولات الجراند سلام في الزوجي المختلط.

## نهائيات الجراند سلام

### زوجي الرجال

#### فائز
| السنة | البطولة            | السطح | الشريك     | الخصوم                        | النتيجة            |
| ----- | ------------------ | ----- | ---------- | ----------------------------- | ------------------ |
| 1999  | فرنسا المفتوحة     | ترابي | ليندر بايس | غوران إيفانيسيفيش جيف تارانغو | 6–2, 7–5           |
| 1999  | ويمبلدون           | عشبي  | ليندر بايس | بول هارهويس جاريد بالمر       | 6–7, 6–3, 6–4, 7–6 |
| 2001  | فرنسا المفتوحة (2) | ترابي | ليندر بايس | بيتر بالا بافل فيزنر          | 7–6, 6–3           |
| 2002  | أمريكا المفتوحة    | صلب   | ماكس ميرني | ييري نوفاك راديك ستيبانيك     | 6–3, 3–6, 6–4      |

#### وصيف
| السنة | البطولة               | السطح | الشريك     | الخصوم                       | النتيجة                        |
| ----- | --------------------- | ----- | ---------- | ---------------------------- | ------------------------------ |
| 1999  | أستراليا المفتوحة     | صلب   | ليندر بايس | جوناس بيوركمان باتريك رافتر  | 3–6, 6–4, 4–6, 7–6(12–10), 4–6 |
| 1999  | أمريكا المفتوحة       | صلب   | ليندر بايس | سيباستيان لارو اليكس اوبراين | 6–7, 4–6                       |
| 2003  | ويمبلدون              | عشبي  | ماكس ميرني | جوناس بيوركمان تود وودبريدج  | 6–3, 3–6, 6–7(4–7), 3–6        |
| 2009  | أستراليا المفتوحة (2) | صلب   | مارك نولز  | بوب براين مايك براين         | 6–2, 5–7, 0–6                  |
| 2009  | أمريكا المفتوحة (2)   | صلب   | مارك نولز  | لوكاس دلوهي ليندر بايس       | 6–3, 3–6, 2–6                  |
| 2011  | أستراليا المفتوحة (3) | صلب   | ليندر بايس | بوب براين مايك براين         | 3–6, 4–6                       |

### الزوجي المختلط
| اللقب  | السنة | البطولة               | السطح | الشريك            | الخصوم                                  | النتيجة       |
| ------ | ----- | --------------------- | ----- | ----------------- | --------------------------------------- | ------------- |
| البطل  | 1997  | فرنسا المفتوحة        | ترابي | ريكا هيراكي       | باتريك غالبريث ليزا ريموند              | 6–4, 6–1      |
| الوصيف | 1998  | ويمبلدون              | عشبي  | ميريانا لوسيتش    | سيرينا ويليامز ماكس ميرني               | 4–6, 4–6      |
| البطل  | 1999  | أمريكا المفتوحة       | صلب   | أي سوجياما        | دونالد جونسون كيمبرلي بو                | 6–4, 6–4      |
| البطل  | 2002  | ويمبلدون              | عشبي  | ايلينا ليخوفتسيفا | دانيلا هانتشوفا كيفن اوليت              | 6–2, 7–5      |
| الوصيف | 2003  | فرنسا المفتوحة        | ترابي | ايلينا ليخوفتسيفا | ليزا ريموند مايك براين                  | 3–6, 4–6      |
| البطل  | 2005  | ويمبلدون (2)          | عشبي  | ماري بيرس         | بول هانلي تاتيانا بربينيس               | 6–4, 6–2      |
| البطل  | 2005  | أمريكا المفتوحة (2)   | صلب   | دانييلا هانتوشوفا | كاترينا سريبوتنيك نيناد زيمونيتش        | 6–4, 6–2      |
| البطل  | 2006  | أستراليا المفتوحة     | صلب   | مارتينا هينجيز    | ايلينا ليخوفتسيفا دانييل نيستور         | 6–3, 6–3      |
| الوصيف | 2008  | أستراليا المفتوحة     | صلب   | سانيا ميرزا       | سون تيان تيان نيناد زيمونيتش            | 6–7(4–7), 4–6 |
| البطل  | 2009  | أستراليا المفتوحة (2) | صلب   | سانيا ميرزا       | ناتالي ديشي أندي رام                    | 6–3, 6–1      |
| الوصيف | 2011  | ويمبلدون              | عشبي  | ايلينا فيسنينا    | ايفيتا بينيسوفا يورجن ميلتسر            | 3–6, 2–6      |
| البطل  | 2012  | فرنسا المفتوحة (2)    | ترابي | سانيا ميرزا       | كلاوديا جانز إيجناسيك سانتياغو غونزاليس | 7–6(7–3), 6–1 |

## روابط خارجية
- ماهيش بوباثي على موقع رابطة محترفي التنس (الإنجليزية)
- ماهيش بوباثي على موقع الاتحاد الدولي لكرة المضرب (الإنجليزية)
- ماهيش بوباثي على موقع كأس ديفيز (الإنجليزية)
- ماهيش بوباثي على موقع خلاصة التنس.كوم (الإنجليزية)
- ماهيش بوباثي على موقع إي إس بي إن.كوم (الإنجليزية)
- ماهيش بوباثي على موقع أوليمبيديا (الإنجليزية)